# Kríkská válka
Kríkská válka (1813–1814, také občas označována jako první kríkská válka) byl ozbrojený konflikt mezi domorodými Američany z kmene Kríků a americkými osadníky podporovanými federální vládou. Hlavní příčinou konfliktu byla americká expanze na území Kríků, což vedlo k vnitřnímu rozdělení kmene na dvě frakce: Horní Kríky, známé jako Rudé Hole, kteří se stavěli proti expanzi Spojených státu a podporovali Brity a Španěle, a Dolní Kríky, snažící se o integraci a spolupráci s osadníky.
Napětí eskalovalo v roce 1813 masakrem ve Fort Mims a skočnilo rozhodujícím střetnutím 27. března 1814 v bitvě u Horseshoe Bend, ve kterém milice pod vedením Andrewa Jacksona zabily okolo 800 Kríků. Tato porážka donutila Kríky v srpnu 1814 k podpisu smlouvy, ve které se vzdali 23 milionů akrů svého území ve prospěch Spojených států.
Výsledek Kríkské války výrazně ovlivnil rychlost osidlování amerického jihovýchodu, a to zejména Georgie a Alabamy. Měl také velmi závažný dopad na postavení indiánů v americké společnosti a dopomohl Jaksonovi k jeho pozdějšímu úspěchu v prezidentských volbách Spojených států. Součástí války bylo mnoho velmi brutálních a násilných činů na civilistech na obou stranách konfliktu.

## Pozadí války
Koncem 16. století začaly u indiánů kmene Krík pravidelné kontakty a obchodování s Evropany a anglickými osadníky.
Kořeny konfliktu sahají až do závěru americké revoluce. Po získání nezávislosti se američtí osadníci usidlovali čím dál blíže území Kríků v západní Georgii a Alabamě. Začal být vytvářen tlak na náčelníky, aby podstoupili část území neustále přibývajícím přistěhovalcům. Tento nápor vyvrcholil v řadě smluv, v nichž se Kríkové vzdali území ve prospěch Spojených států. Tento vpád rozdělil kmen a vytvořily se frakce. Dolní Kríkové přijali expanzi Spojených států a začali s nimi navazovat obchodí partnerství, Horní Kríkové se naopak bránili expanzi osadníků.
Mezi příčiny následné války můžeme započíst celkově upadající ekonomickou situaci mezi jihovýchodnímy indiánskými kmeny, nebo také rostoucí nepřátelství Národní rady Kríků vůči sílícímu americkému tlaku. Jako příklad se dá uvést rozrůstající se osídlení osadníků podél hranic kríkského teritoria a nově vybudované federální silnice, taktéž ve velmi blízké proximitě.
V roce 1796 se rozhodla společnost Panton, Leslie, and Co., která prodávala Kríkům evropské zboží, že začne vymáhat dluhy. Tahle změna měla obrovský dopad na obchodní systém, který se mezi členy národa doposud používal. Směnný obchod nahradily peníze a s nimi spojená exaktnost a koncept úroku.
Fakt, že se dluh může s časem zvětšovat, Kríky rozzuřil. Když došlo k vybírání dluhů, uzavřel Panton s indiánským agentem Johnem McKee dohodu, že pokud McKee podpoří novou politiku, která umožňuje Kríkům splácet dluhy prodejem půdy, Penton zachová klid mezi Kríky při předání nově odkoupené Louisiany do rukou Spojených států.
V roce 1813 bylo lovecké a obchodní hospodářství 18. století do značné míry na ústupu, což přinutilo mnohé členy kmene zabývat se pastevecvím a zemědělstvím, aby se dokázali zapojit do nové tržní ekonomiky. Toto mělo za následek velké rozdíly v majetku, ale také zvýšilo závislost obyvatel na evropské technologii, kterou si z většiny sami vyrobit nedokázali. Mezi hlavní zásobovatele Kríků se stala již dříve zmiňovaná společnost Panton, Leslie and Company a jejich nástupce John Forbes and Company.
Právě závislost na střelných zbraních se nejvíce projevila na změně Kríkské společnosti. Velká dependence na evropských zbraních užívaných na lov a obranu výrazně změnila Kríkský dosavadní způsob života a jejich společenskou a politickou situaci.
Jednu z hlavních hrozeb pro Kríkskou suverenitu představovaly Spojené státy. Expanze na západ dle vize Thomase Jeffersona se opírala o silnici spojující přístav New Orleans a východní pobřeží. Poštovní cesta navržená v roce 1805 a otevřená v roce 1811 měla spojovat New Orleans s Athens (Georgie), a tím i Washington, D.C. Plánovaná trasa procházela Kríkským územím, a proto museli být obyvatelé buďto přemluveni, aby souhlasili se stavbou cesty, a nebo zcela přesunuti.
Napětí vzrostlo, když na jaře 1811 navštívil města Kríků náčelník Shawnee Tecumseh. Tecumseh vyzval k sjednocení indiánů a odporu vůdči dalšímu osidlování Američany. Jeho slova ještě více rozdělila Kríky, protože militantní skupina pocházející z řad Horních Kríků, známá jako Rudé Hole (angl. Red Sticks), se snažila násilně prosadit svůj narativ.
Během dalších dvou let došlo v okolí ke dvěma napadením bílých osadníků. Tyto násilné akce, vždy provedené malou skupinou z většiny Horních Kríků, skončily smrtí nemalého počtu přistěhovalců a popravou pachatelů provedenou z moci Národní rady pod tlakem ze strany federálního indiánského agenta Benjamina Hawkinse.
Vnitřní konflikt mezi Kríky brzy přerostl v plnou válku. Dne 30. srpna 1813 zaútočilo asi tisíc bojovníků Rudých Holí na pevnost Mims severovýchodně od Mobile a pobilo všechny obyvatele. Tato událost vyvolala šok v teritoriích Alabama a Mississippi spolu s Georgií a Tennessee a byla hlavním podnětem ke shromáždění a odpovědi americké domobrany.

## Průběh války
Válka vypukla na pozadí konfliktu mezi Spojenými státy a Velkou Británií (angl. War of 1812). Spojené státy se obávaly spojení jihovýchodních indiánů s Brity, a tak se rychle zapojili do války proti Rudým Holím. Hlavním cílem osadníků bylo omezit vliv Kríků a zlikvidovat jejich militantní odnož Rudé Hole, která byla zodpovědná za mnoho násilných činnů na přistěhovalcích. Je důležité zmínit, že po boku domobrany bojovali také Dolní Kríkové.
Po útoku na pevnost Mims se lokální konflikt eskaloval a rozdělená města Kríků musela čelit invazi vojenské síly z Alabamy, Mississippi, Georgie a Tennessee. Událost, které se přezdívá masakr v pevnosti Mims, značně pobouřila mnoho místních obyvatel, a proto se mezi osadníky začaly formovat plány na vojenskou odpověď, vedenou jmenovitě Thomasem Flurnoyem. Vemi spěšně setrojený plán osadnické domobrany byl zaútočit ze tří front a potkat se u Tallapoossy. Invaze vypukla v řijnu 1813. Tato akce však byla velmi narychlo a neefektivně naplánována. Většina mužů vzhledem k jejich dobrovolnosti postrádalo jakýkoliv vojenský výcvik. Boj ztěžovala také špatně naplánovaná logistika, či velké problémy v komunikaci.
Rudé Hole u Mims nezastavily a pokračovaly v tažení k blízké pevnosti Sinquefield. Velká vzdálenost mezi kríkskými městy a jejich chabá obranyschopnost představovala pro Rudé Hole značné riziko, což vedlo k vystavění opevnění. Dále byla vybudována tři centra, každé pro jednu divizi Kríků.
Útok domobrany díky špatné přípravě ze začátku nebyl vůbec zdařilý. Dalším faktorem častých vojenských neúspěchů byla silná rivalita mezi Johnem Cockem a Andrewem Jacksonem – hlavními veliteli útoku, povolanými guvernérem Williamem Blountem z Tennessee. První vítězství američanům dokázal zprostředkovat až Andrew Jackson – 3. listopadu kavalerie Johna Coffeeho porazila Kríky u Tullusahatchee a usmrtila při tom kolem 200 bojovníku Rudých Holí společně s několika ženami a dětmi.
Toto vítězství se ovšem neproměnilo v trend. Potyčky s Rudými Holemi nadále nejčastěji končily útěkem bojovníků domobrany. Kupříkladu pokus Jacksona obléhnout město Talladegu skočil katastrofálním únikem okolo tisíce kríkských bojovníků z obklíčení a ztrátou přibližně jedné třetiny mužů na straně domobrany. Série neúspěchů a špatné organizace spojené s neustálým konfliktem mezi Jacksonem a Cockem vedly k devastujícím ztrátám. Po roce Jacksonovi zbývalo okolo 150 mužů z Williamem Blountem původně poskytnutých 3500.
V lednu 1814 se generálovi Johnu Floyedovi, veliteli georgijské milice, podařilo získat nové rekruty a zásoby pro další kampaň, a tak zaútočil na kríkská města Autosee a Tallassee. Útok byl neúspěšný a Floydova armáda se stáhla rychle zpět do Georgie.
Série neúspěchů měla za důsledek, že v půlce ledna byla aktivní pouze Jacksonova armáda. Příchod 600členného 39. amerického pěšího pluku umožnil Jacksonovi zahájit doposud nejrozsáhlejší kampaň proti jediné z největších zbývajících osad Rudých Holí – Tohopeka v Ohybu Podkovy (angl. Horseshoe Bend) u Tallapoosy (řeka). Zde, 27. března, Jacksonova armáda porazila Rudé Hole a zabila skoro všechny z odhadovaných 800 válečníků, kteří se schovávali za barikádou. Z Ohybu Podkovy pokračoval Jackson podél řeky Tallapoosa a vypaloval po cestě zbývající Kríkská města. Bitva u Ohybu Podkovy (angl. Battle of Horseshoe Bend) se označuje za konec první Kríkské války.

## Následky
Kvůli drtivé ztrátě v Ohybu Podkovy byli Kríkové nuceni se vzdát a v rámci podmínek složení zbraní postoupit 23 milionů akrů svého území vládě Spojených států, přišli tedy o polovinu střední Alabamy a část jižní Georgie.
Porážka Kríků pomohla americké expanzi na jihovýchodě, což vedlo k ekonomické prosperitě, ale také k systematickému vytlačování a degradaci postavení domorodých obyvatel. Tento proces zabírání teritorií a převýchovy původních obyvatel je jedním z nejtemnějších období historie USA.
Jakson se stal díky válečnému úspěchu v Ohybu Podkovy spolu s vítězstvím v bitvě o New Orleans velmi populární, což mu v roce 1828 pomohlo k získání postu prezidenta Spojených států amerických.